# Équevillon
Équevillon est une commune française située dans le département du Jura, la région culturelle et historique de Franche-Comté et la région administrative Bourgogne-Franche-Comté.

## Géographie
La commune est dominée par le mont Rivel à 812 m d'altitude.

### Hydrographie

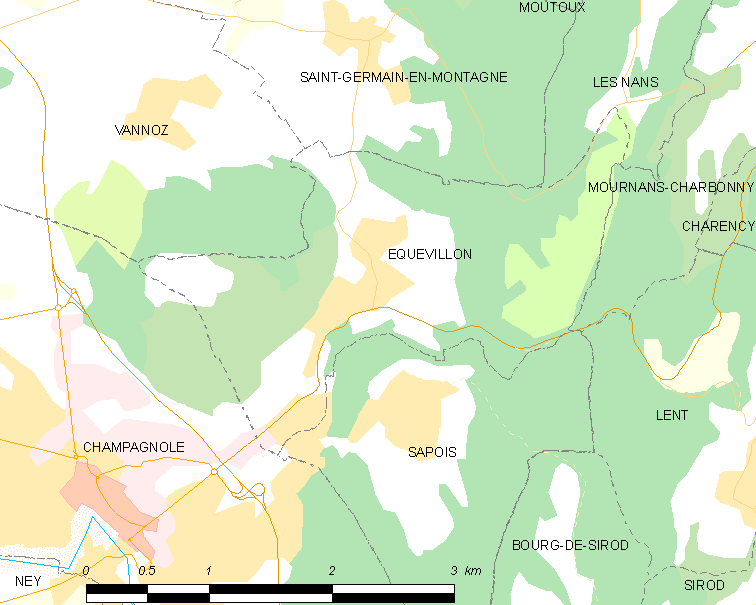
Situation de la commune

### Climat
Pour des articles plus généraux, voir Climat de la Bourgogne-Franche-Comté et Climat du département du Jura.
En 2010, le climat de la commune est de type climat de montagne, selon une étude du Centre national de la recherche scientifique s'appuyant sur une série de données couvrant la période 1971-2000. En 2020, Météo-France publie une typologie des climats de la France métropolitaine dans laquelle la commune est dans une zone de transition entre le climat semi-continental et le climat de montagne et est dans la région climatique  Jura, caractérisée par une forte pluviométrie en toutes saisons (1 000 à 1 500 mm/an), des hivers rigoureux et un ensoleillement médiocre. 
Pour la période 1971-2000, la température annuelle moyenne est de 8,9 °C, avec une amplitude thermique annuelle de 16,7 °C. Le cumul annuel moyen de précipitations est de 1 624 mm, avec 13,5 jours de précipitations en janvier et 10,4 jours en juillet. Pour la période 1991-2020, la température moyenne annuelle observée sur la station météorologique de Météo-France la plus proche, « Champagnole », sur la commune de Champagnole à 3 km à vol d'oiseau, est de 9,4 °C et le cumul annuel moyen de précipitations est de 1 573,2 mm. 
La température maximale relevée sur cette station est de 37,5 °C, atteinte le 24 juillet 2019 ; la température minimale est de −23,5 °C, atteinte le 24 décembre 2001,,. 
Les paramètres climatiques de la commune ont été estimés pour le milieu du siècle (2041-2070) selon différents scénarios d'émission de gaz à effet de serre à partir des nouvelles projections climatiques de référence DRIAS-2020. Ils sont consultables sur un site dédié publié par Météo-France en novembre 2022.

## Urbanisme

### Typologie
Au 1er janvier 2024, Équevillon est catégorisée bourg rural, selon la nouvelle grille communale de densité à sept niveaux définie par l'Insee en 2022.
Elle appartient à l'unité urbaine de Champagnole, une agglomération intra-départementale regroupant quatre  communes, dont elle est une commune de la banlieue,,. Par ailleurs la commune fait partie de l'aire d'attraction de Champagnole, dont elle est une commune de la couronne,. Cette aire, qui regroupe 43 communes, est catégorisée dans les aires de moins de 50 000 habitants,.

### Occupation des sols
L'occupation des sols de la commune, telle qu'elle ressort de la base de données européenne d’occupation biophysique des sols Corine Land Cover (CLC), est marquée par l'importance des forêts et milieux semi-naturels (63,8 % en 2018), en augmentation par rapport à 1990 (60,7 %). La répartition détaillée en 2018 est la suivante : 
forêts (60,7 %), prairies (11,8 %), zones urbanisées (10,6 %), zones agricoles hétérogènes (10,6 %), zones industrielles ou commerciales et réseaux de communication (3,3 %), milieux à végétation arbustive et/ou herbacée (3,1 %). L'évolution de l’occupation des sols de la commune et de ses infrastructures peut être observée sur les différentes représentations cartographiques du territoire : la carte de Cassini (XVIIIe siècle), la carte d'état-major (1820-1866) et les cartes ou photos aériennes de l'IGN pour la période actuelle (1950 à aujourd'hui).

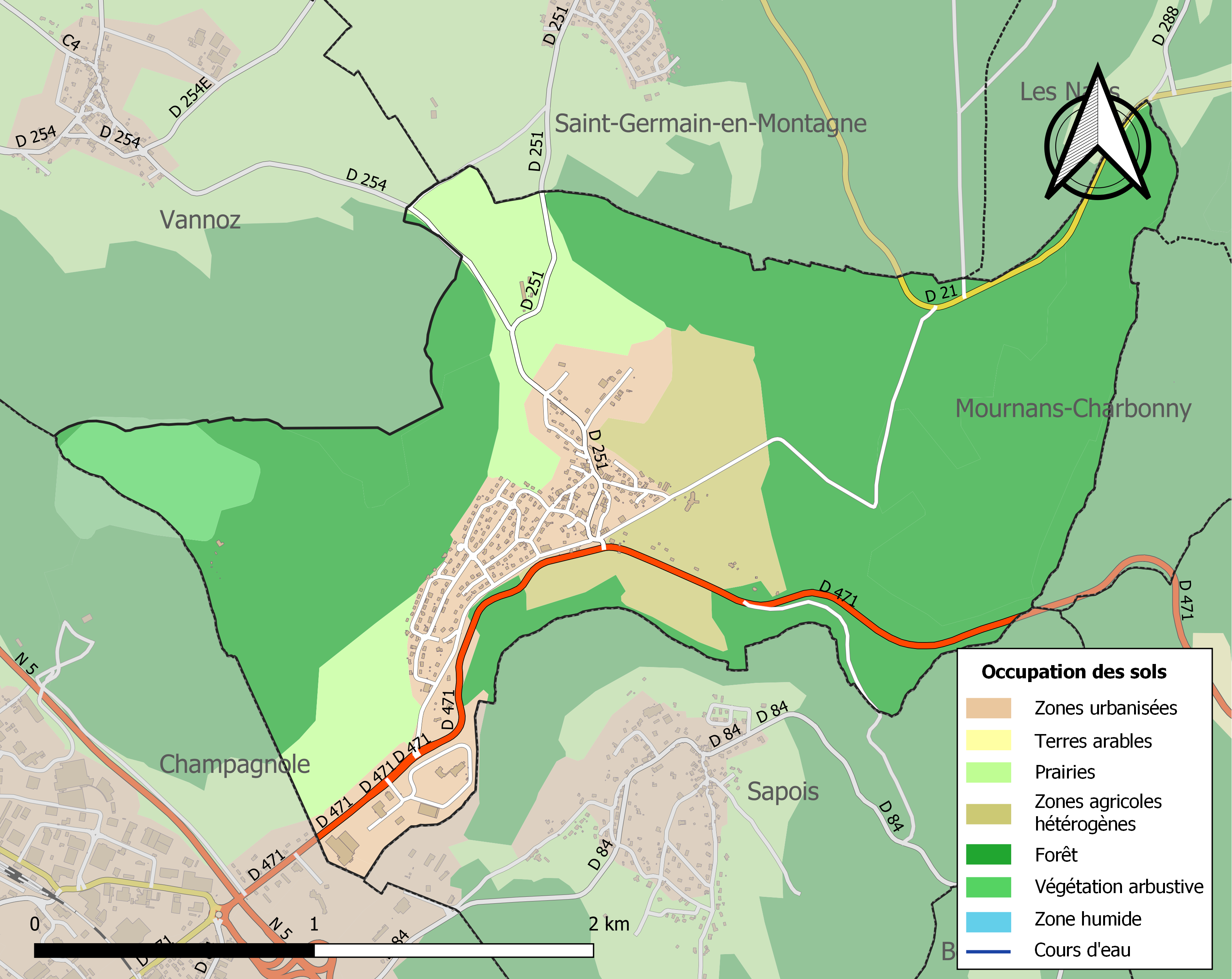
Carte des infrastructures et de l'occupation des sols de la commune en 2018 (CLC).

## Histoire
Selon Alphonse Rousset (1812-1868), « Équevillon était le séjour favori des druides, qui célébraient leurs sombres mystères dans le bois de la Fresse. Dès l’époque celtique, un oppida existait sur le fameux rocher de Montrivel... Les prêtres gaulois évitaient d’habiter dans les villes et les bourgs ; ils se tenaient dans les vallons les plus rapprochés des centres d’habitation, et autant  que possible près des forêts. En 1839, on a trouvé à Équevillon une foule d’objets d’antiquité appartenant à la civilisation celtique, et notamment une hachette à rebords en bronze, et deux serpes que les archéologues regardent comme des instruments de sacrifice. La pierre lite dans le bois de la Fresse, la grosse pierre, sont des menhirs très reconnaissables… » (voir bibliographie).

## Héraldique
| Blason de Équevillon | Blason  | D’argent à deux filets écotés de sinople passés en sautoir, cantonnés: en chef d’une vouivre au vol de dragon éployé de gueules, ayant pour unique œil une escarboucle de même rayonnante d’or reliée à sa tête par un appendice de gueules ; à dextre, d’un filet en bande brochant sur un filet en barre, écotés et cantonnés en chef, à senestre et en pointe de trois feuilles, leur pétiole mouvant de la pointe de leur quartier, le tout de sinople ; à senestre, aussi d’un filet en bande brochant sur un filet en barre, écotés et cantonnés en chef, à dextre et en pointe de trois feuilles, leur pétiole mouvant de la pointe de leur quartier, le tout de sinople ; en pointe, d’un fanum octogonal de gueules ouvert et ajouré d’or, sur un mont de sinople mouvant de la pointe. |
| Blason de Équevillon | Détails | Le statut officiel du blason reste à déterminer. |

## Politique et administration
| Période    | Période   | Identité       | Étiquette | Qualité  |
| ---------- | --------- | -------------- | --------- | -------- |
| avant 1988 | ?         | Jean Auclaire  |           |          |
| mars 2001  | mars 2008 | Denis Brocard  |           |          |
| mars 2008  | mars 2014 | Michel Bessard |           |          |
| mars 2014  | En cours  | Gérard Authier | DVD       | Retraité |

## Démographie
L'évolution du nombre d'habitants est connue à travers les recensements de la population effectués dans la commune depuis 1793. Pour les communes de moins de 10 000 habitants, une enquête de recensement portant sur toute la population est réalisée tous les cinq ans, les populations de référence des années intermédiaires étant quant à elles estimées par interpolation ou extrapolation. Pour la commune, le premier recensement exhaustif entrant dans le cadre du nouveau dispositif a été réalisé en 2007.

En 2022, la commune comptait 568 habitants, en évolution de −2,41 % par rapport à 2016 (Jura : −0,81 %, France hors Mayotte : +2,11 %).
| 1793 | 1800 | 1806 | 1821 | 1831 | 1836 | 1841 | 1846 | 1851 |
| ---- | ---- | ---- | ---- | ---- | ---- | ---- | ---- | ---- |
| 167  | 185  | 228  | 208  | 217  | 175  | 168  | 178  | 200  |

| 1856 | 1861 | 1866 | 1872 | 1876 | 1881 | 1886 | 1891 | 1896 |
| ---- | ---- | ---- | ---- | ---- | ---- | ---- | ---- | ---- |
| 182  | 157  | 143  | 126  | 121  | 130  | 126  | 99   | 103  |

| 1901 | 1906 | 1911 | 1921 | 1926 | 1931 | 1936 | 1946 | 1954 |
| ---- | ---- | ---- | ---- | ---- | ---- | ---- | ---- | ---- |
| 95   | 86   | 101  | 100  | 107  | 115  | 112  | 139  | 150  |

| 1962 | 1968 | 1975 | 1982 | 1990 | 1999 | 2006 | 2007 | 2012 |
| ---- | ---- | ---- | ---- | ---- | ---- | ---- | ---- | ---- |
| 136  | 161  | 339  | 432  | 518  | 524  | 580  | 587  | 599  |

| 2017 | 2022 | - | - | - | - | - | - | - |
| ---- | ---- | - | - | - | - | - | - | - |
| 582  | 568  | - | - | - | - | - | - | - |

Les habitants d'Équevillon s'appellent des Équevillonais(es).

## Lieux et monuments
- Le mont Rivel à l'extrémité ouest de la commune

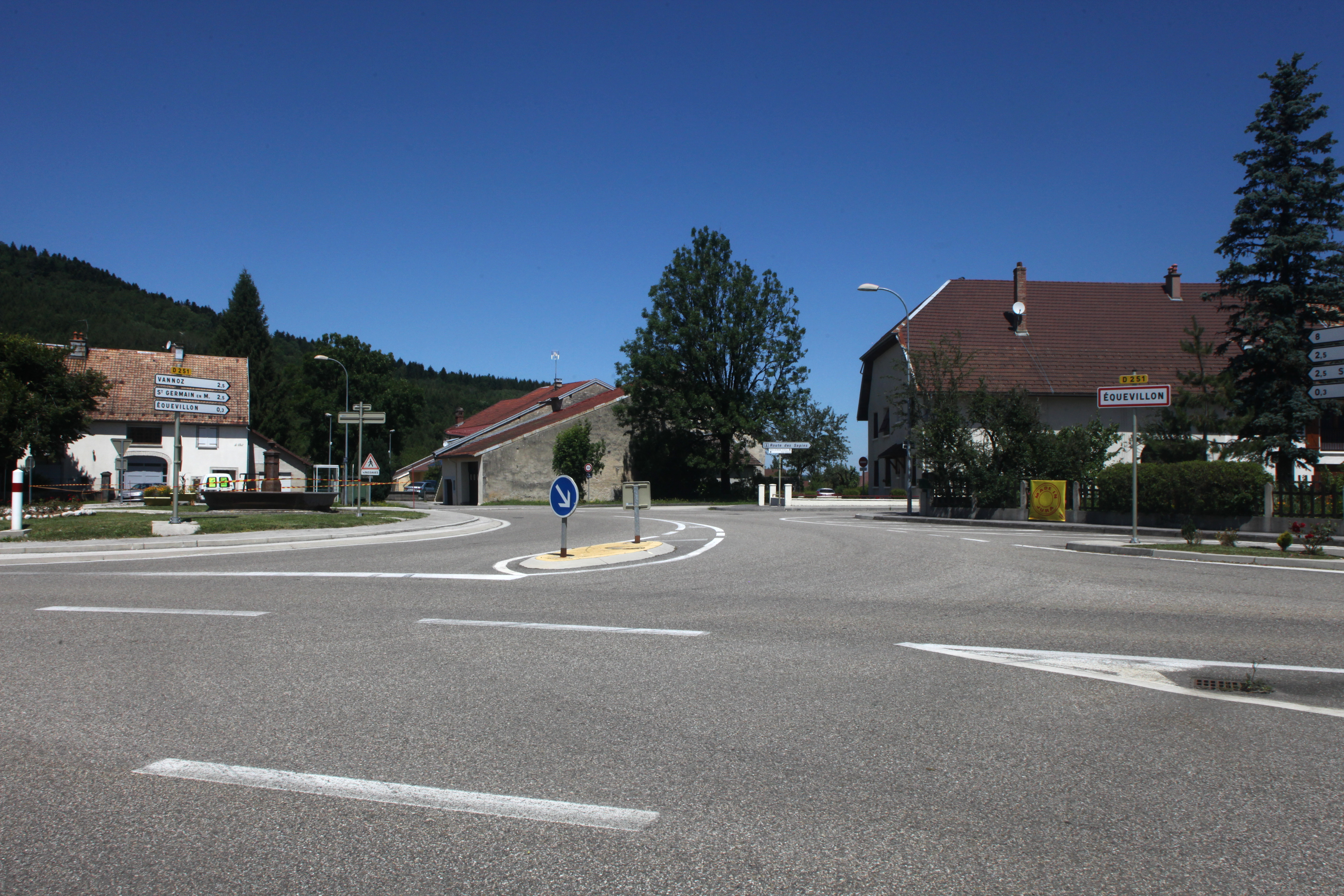
Entrée du village.
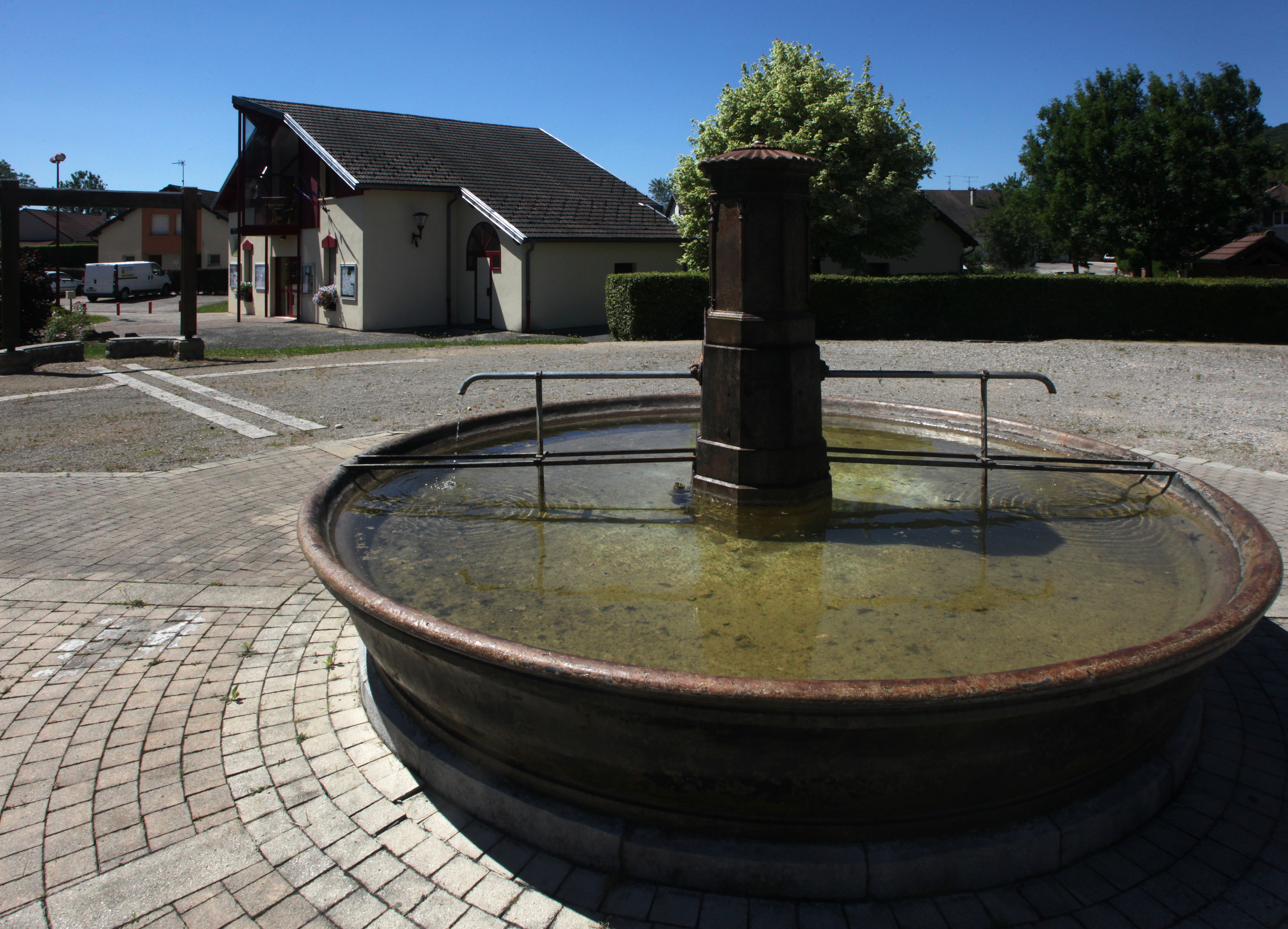
Fontaine et mairie.
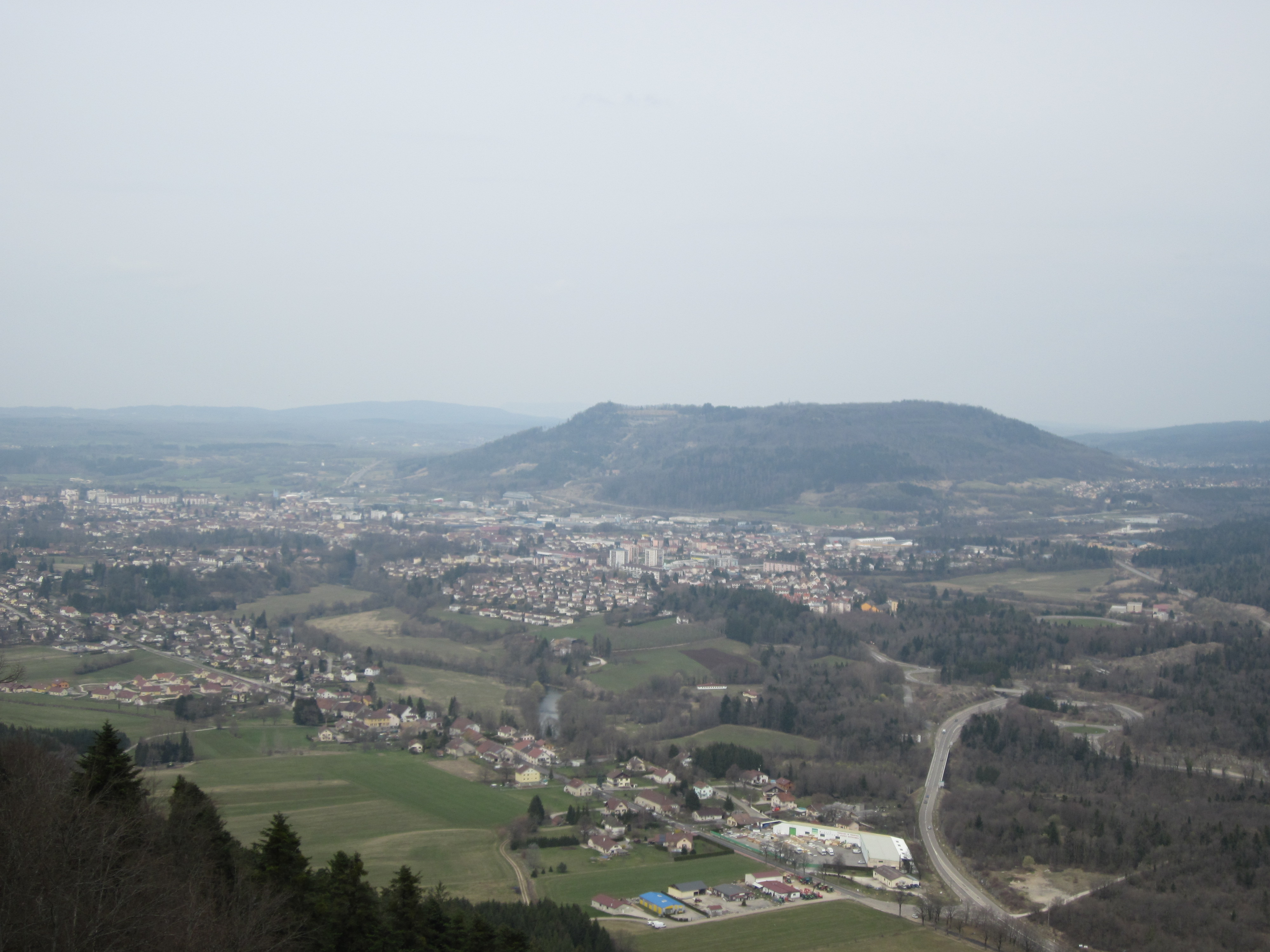
Le mont Rivel.
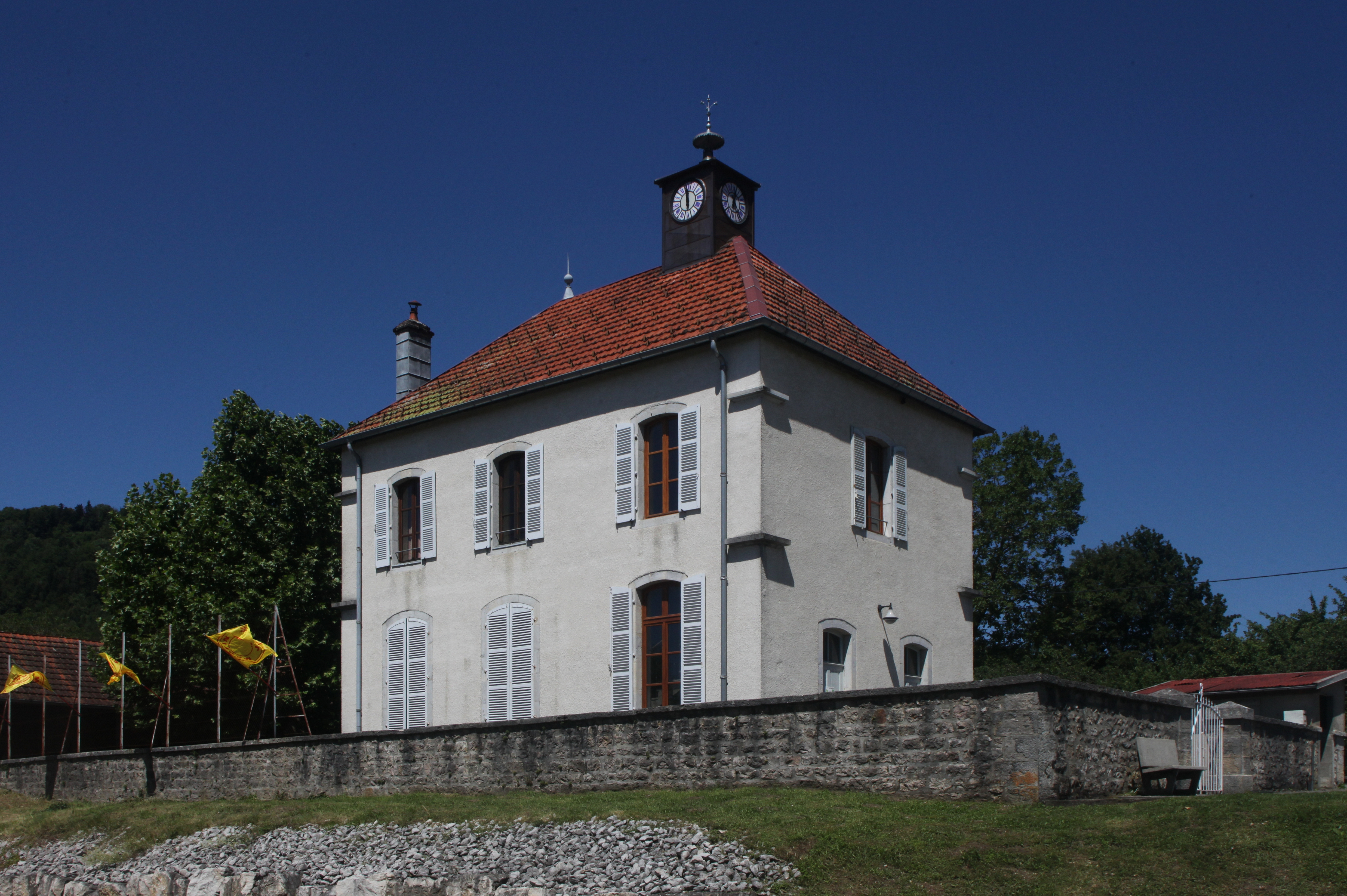
Ancienne école.

## Personnalités liées à la commune
- Gaucher Ier de Broyes-Commercy a reçu par alliance la seigneurie de Montrivel qui comprenait le village.